# Conan II di Bretagna
Conan II (in francese Conan II de Bretagne; Rennes, 1030 circa – Château-Gontier, 11 dicembre 1066) fu duca di Bretagna e conte di Rennes, dal 1040 fino alla sua morte.

## Origine
Conan, secondo il Cartulaire de l´abbaye de Saint-Georges de Rennes, era il figlio primogenito del conte di Rennes e duca di Bretagna, Alano III (la zia Adela, sorella di suo padre e badessa del monastero Saint-Georges di Rennes, in un documento del 1050 dichiara che Conan è suo nipote) e della moglie (come ci conferma la Ex Chronicon Kemperlegiense, Berta di Blois (come ci conferma il Chronico Kemperlegiensts), che, secondo la Ex Chronicon Kemperlegiense, era figlia del conte di Blois, di Chartres, di Châteaudun, di Tours, di Provins, di Reims, di Meaux e di Troyes, Oddone II, e della moglie (come risulta dal Chronica Albrici Monachi Trium Fontium), Ermengarda d'Alvernia ( † dopo il 1042), che, secondo la Genealogiae comes Flandriae era figlia del Conte d'Alvernia, Guglielmo IV e della moglie Humberge (o Ermengarda).
Alano III di Bretagna, secondo il monaco e cronista normanno, Guglielmo di Jumièges, nella sua Historiæ Normannorum Scriptores Antiqui, era il figlio primogenito del conte di Rennes e duca di Bretagna, Goffredo I Berengario e della moglie, Havoise di Normandia (980 circa - 21 febbraio 1034)), che, secondo Guglielmo di Jumiège, era la figlia di Riccardo I Senza Paura Jarl (equiparabile al nostro conte) dei Normanni e conte di Rouen, e della moglie, Gunnora (950-5 gennaio 1031), di cui non si conoscono i nomi degli ascendenti, ma di nobile famiglia di origine vichinga (Gunnor ex nobilissima Danorum prosapia ortam); i genitori di Havoise sono confermati anche dal monaco e cronista inglese, Orderico Vitale. Però i religiosi e cronisti normanni Dudone di San Quintino e Roberto di Torigni sostengono che alla nascita Havoise fosse figlia naturale, in quanto l'unione di Riccardo I Senza Paura e di Gunnora era stata fatta secondo il more danico o uso vichingo, pagano, senza cerimonia religiosa e che il matrimonio religioso fu celebrato in un secondo tempo.

## Biografia
Il 1 ottobre 1040, mentre assediava un castello ribelle nei pressi di Vimoutiers, in Normandia, suo padre, Alano III, che dal 1035 era tra i custodi del giovane duca di Normandia, Guglielmo II, morì improvvisamente e, se si presta fede ad Orderico Vitale, fu avvelenato dagli stessi normanni. La morte di Alano III, nel 1040, è documentata anche dallo Ex Chronico Britannico.
Ad Alano III succedette il figlio Conan II, ancora minorenne, sotto tutela della madre, Bertha di Blois, e la reggenza dello zio, il Conte di Penthièvre, Oddone I.
Sua madre, Berta, dopo che Conan II era divenuto maggiorenne, ancora secondo Orderico Vitale, andò in sposa al conte del Maine, Ugo IV, figlio primogenito e unico figlio maschio del conte del Maine, Eriberto I (come risulta dagli Actus pontificum Cenomannis in cui, il suo prozio, Eriberto «Baco» del Maine, che governava in suo nome fu costretto a rinchiudersi in un monastero) e della moglie, di cui non si conosce né il nome né la casata. 
Questo secondo matrimonio, secondo gli Actus Pontificum Cenomannis era stato favorito dal vescovo di Le Mans, Gervasio di Château-du-Loir, per rafforzare i legami tra la contea del Maine e la contea di Blois.
I due matrimoni di Berta trovano conferma nell'Ex Chronico Ruyensis Cœnobii, quando nell'anno 1062, ricorda la morte dei fratellastri, Eriberto e Conan II (Herbertus Cenomannensium Comes et frater uterinus Conani ducis).
Lo zio, Oddone, però non si limitava a governare il ducato ma si investì del titolo di duca ed imprigionò Conan II.
Quando, nel 1047, Conan II fu liberato dai suoi seguaci e prese possesso del ducato, lo zio, Oddone lo combatté, continuando a ritenersi duca di Bretagna (anche se nel documento n° XIII del Cartulaire de l´abbaye de Saint-Georges de Rennes, controfirmò col titolo di conte), e, pur essendo solo conte di Penthièvre, secondo Orderico Vitale si comportò per quindici anni come duca di Bretagna.
Solo nel 1056 fu sconfitto dal nipote, Conan II, che, secondo il monaco e cronista normanno, Guglielmo di Poitiers, lo imprigionò.
Quando suo zio, Oddone, era tenuto prigioniero, secondo il Ex Chronico Briocensi, il figlio primogenito di Oddone, Goffredo combatté Conan II, ma fu sconfitto e dovette fuggire.
Sempre secondo il Ex Chronico Briocensi, Conan II governò bene e con giustizia, difese il ducato dalle incursioni dei barbari e fu benvoluto dai suoi sudditi.
Nel 1064, Rivallone di Dol, signore in Cornovaglia, con l'appoggio del duca di Normandia, Guglielmo II si ribellò a Conan II per cui si iniziò una guerra tra il ducato di Bretagna ed il ducato di Normandia, che si protrasse per circa due anni
Secondo la Ex Chronico Britannico Conan II morì nel 1066; sempre la Ex Chronico Britannico precisa che Conan II nel 1066 entrò nella contea di Angiò e lì trovò la morte, mentre secondo il Ex Chronico Briocensi, Conan II devastò l'Angiò, dove morì. La morte di Conan II viene ricordata anche da Roberto di Torigni, abate di Mont-Saint-Michel, che precisa la data della morte.
Alla morte di Conan II, che non aveva figli legittimi, come precisa il Ex Chronico Briocensi, il ducato di Bretagna e la contea di Rennes furono ereditati dalla sorella, Havoise, unica erede, secondo il Ex Chronico Briocensi, e, che governò assieme al marito, il conte di Cornovaglia e di Nantes, Hoel.

## Discendenti
Di Conan II non si conosce nessuna moglie.
Da una concubina, di cui non si conoscono né il nome né gli ascendenti, ebbe un figlio:
- Alano ( † dopo il 1075), citato, assieme ai cugini (figli di Havoise di Bretagna), nel documento n° LXXV del Cartulaire de l´abbaye de Sainte-Croix de Quimperlé, inerente ad una donazione all'abbazia di Sainte-Croix de Quimperlé, fatta dalla nonna, Berta di Blois in suffragio della propria anima e di quelle dei suoi discendenti[25].

### Fonti primarie
- (LA)  Monumenta Germaniae Historica, Scriptores, tomus IX.
- (LA)  Monumenta Germaniae Historica, Scriptores, tomus XXIII.
- (LA)  Rerum Gallicarum et Francicarum Scriptores, tomus XI.
- (LA)  Rerum Gallicarum et Francicarum Scriptores, tomus XII.
- (LA)  Ordericus Vitalis,  Historia Ecclesiastica, vol. II.
- (LA)  Rodulfi Glabri Cluniacensis, Historiarum Sui Temporis, Libri Quinque.
- (LA)  Chronique de Robert de Torigni, abbé de Mont-Saint-Michel, Tome I.
- (LA)  Cartulaire de l´abbaye de Saint-Georges de Rennes.
- (LA)  Cartulaire de l´abbaye de Sainte-Croix de Quimperlé.
- (LA)  Actus Pontificum Cenomannis in urbe degentium (Le Mans).
- (LA)  Stephani Baluzii Miscellaneorum, Liber I.
- (LA)  Historiæ Normannorum Scriptores Antiqui.

### Letteratura storiografica
- Louis Halphen, "Francia: gli ultimi carolingi e l'ascesa di Ugo Capeto (888-987)", cap. XX, vol. II (L'espansione islamica e la nascita dell'Europa feudale) della Storia del Mondo Medievale, 1999, pp. 636–661.
- Louis Halphen, "La Francia dell'XI secolo", cap. XXIV, vol. II (L'espansione islamica e la nascita dell'Europa feudale) della Storia del Mondo Medievale, 1999, pp. 770–806.